# Liste der Baudenkmäler in Hausen (Niederbayern)
Auf dieser Seite sind die Baudenkmäler in der niederbayerischen Gemeinde Hausen zusammengestellt. Diese Tabelle ist eine Teilliste der Liste der Baudenkmäler in Bayern. Grundlage ist die Bayerische Denkmalliste, die auf Basis des Bayerischen Denkmalschutzgesetzes vom 1. Oktober 1973 erstmals erstellt wurde und seither durch das Bayerische Landesamt für Denkmalpflege geführt wird. Die folgenden Angaben ersetzen nicht die rechtsverbindliche Auskunft der Denkmalschutzbehörde.

## Baudenkmäler nach Ortsteilen

### Hausen
| Lage                    | Objekt                                 | Beschreibung | Akten-Nr.             | Bild           |
| ----------------------- | -------------------------------------- | --- | --------------------- | -------------- |
| Kirchplatz 1 (Standort) | Katholische Kirche Unserer Lieben Frau | Saalkirche mit Satteldach und eingezogenem Kastenchor, im Kern mittelalterlich, Kirchenschiff und Sakristei Neubau von 1987/88, Chorturm mit Pilastergliederung und Zwiebelhaube, im Kern romanisch, mit barocker Erweiterung; mit Ausstattung | D-2-73-125-1 Wikidata | weitere Bilder |

### Buch
| Lage              | Objekt                        | Beschreibung | Akten-Nr.             | Bild                          |
| ----------------- | ----------------------------- | --- | --------------------- | ----------------------------- |
| Buch 2 (Standort) | Katholische Kirche St. Petrus | Saalkirche mit Satteldach und Giebelreiter, dreiseitig geschlossen, im Kern mittelalterlich, im 18. Jahrhundert barockisiert; mit Ausstattung | D-2-73-125-2 Wikidata | Katholische Kirche St. Petrus |

### Dietenhofen
| Lage                      | Objekt                                     | Beschreibung | Akten-Nr.             | Bild                                       |
| ------------------------- | ------------------------------------------ | --- | --------------------- | ------------------------------------------ |
| Dietenhofen 16 (Standort) | Katholische Kirche St. Johannes der Täufer | Saalkirche mit Satteldach, kleine Rokokoanlage, um 1760, Chorflankenturm mit Lisenengliederung und Spitzhelm, wohl 20. Jahrhundert; mit Ausstattung Lourdesgrotte mit Brunnenschale und halbrunder Balustrade, um 1900 | D-2-73-125-3 Wikidata | Katholische Kirche St. Johannes der Täufer |

### Frauenwahl
| Lage                    | Objekt                               | Beschreibung | Akten-Nr.             | Bild           |
| ----------------------- | ------------------------------------ | --- | --------------------- | -------------- |
| Frauenwahl 5 (Standort) | Katholische Kirche Mariä Himmelfahrt | Saalkirche mit Satteldach und Giebelreiter, im Kern wohl romanisch, dreiseitig geschlossener Chor, über die Flucht des Langhauses hinausgehend, wohl 17. Jahrhundert; mit Ausstattung | D-2-73-125-4 Wikidata | weitere Bilder |
| Frauenwahl 8 ()         | Sühnekreuz                           | Darstellung des Gekreuzigten auf sich nach unten verbreiterndem Kreuzschaft, dahinter rechteckige Platte, mit Inschrift, bezeichnet mit „1609“                                        | D-2-73-125-16         |                |

### Großmuß
| Lage                        | Objekt                       | Beschreibung | Akten-Nr.             | Bild           |
| --------------------------- | ---------------------------- | --- | --------------------- | -------------- |
| Finkenweg 6 (Standort)      | Bauernhaus                   | Eingeschossiger Bau mit Greddach und segmentbogiger Toreinfahrt, Bruchsteinmauerwerk, erste Hälfte 19. Jahrhundert | D-2-73-125-5 Wikidata | BW             |
| Kapellenweg 1 (Standort)    | Wegkapelle                   | Kleiner Satteldachbau mit halbrundem Schluss und überkragendem Giebel, 18./19. Jahrhundert | D-2-73-125-6 Wikidata | BW             |
| Kirchstraße 4, 6 (Standort) | Katholische Kirche St. Georg | Saalkirche mit Satteldach und eingezogenem, aus der Achse verschobenen Kastenchor, 1937, ehemaliger Chorturm, mit Uhrengiebeln und Pyramidendach, erste Hälfte 14. Jahrhundert, Erweiterung im 18. und 19. Jahrhundert; mit Ausstattung Seelenkapelle, Walmdachbau aus Natursteinmauerwerk mit Bossierung, 1937 Friedhofsmauer, Natursteinmauerwerk mit Bossierung und Ziegelabdeckung, 1937 | D-2-73-125-7 Wikidata | weitere Bilder |

### Herrnwahl
| Lage                   | Objekt              | Beschreibung | Akten-Nr.             | Bild |
| ---------------------- | ------------------- | --- | --------------------- | ---- |
| Herrnwahl 1 (Standort) | Ehemaliger Pfarrhof | Zweigeschossiger Steildachbau, mit zweigeschossiger Auslucht nach Süden, wohl 16./17. Jahrhundert Im Erdgeschoss romanische Kapelle, flach gedeckter einschiffiger Raum mit eingezogenem Kastenchor, erste Hälfte 13. Jahrhundert; mit Ausstattung | D-2-73-125-8 Wikidata | BW   |

### Herrnwahlthann
| Lage                           | Objekt                              | Beschreibung | Akten-Nr.              | Bild           |
| ------------------------------ | ----------------------------------- | --- | ---------------------- | -------------- |
| Dorfstraße 10, 10 a (Standort) | Pfarrhof                            | Zweigeschossiger traufständiger Satteldachbau mit Lisenengliederung und Gurtgesims, um 1860/70; Pfarrstadel, Ständerriegelbau mit geschlepptem Satteldach, 18. Jahrhundert, Fassaden wohl 19. Jahrhundert | D-2-73-125-9 Wikidata  | BW             |
| Dorfstraße 12, 14 (Standort)   | Katholische Pfarrkirche St. Andreas | Saalkirche mit Satteldach und eingezogenem, fünfseitig geschlossenem Chor, Langhaus Ende 12. Jahrhundert, 1938 um zwei Achsen verlängert, Chor mit Netzgewölbe, spätgotisch, zweite Hälfte 15. Jahrhundert, Chorflankenturm, 15. Jahrhundert, mit neuromanischem Abschluss und Spitzhelm, 20. Jahrhundert; mit Ausstattung Seelenkapelle, rechteckiger Walmdachbau mit Natursteingliederungen und segmentbogigem Tor, wohl 1938 Kirchhofeinfriedung, mit Rundbogentor und mächtigen Strebepfeilern nach Süden und Westen, 17./18. Jahrhundert | D-2-73-125-10 Wikidata | weitere Bilder |
| Dorfstraße 18 (Standort)       | Bauernhaus                          | Zweigeschossiger Satteldachbau mit Lisenengliederung und Gurtgesimsen, Segmentbogenfenster, um Mitte 19. Jahrhundert | D-2-73-125-11 Wikidata | BW             |
| Dorfstraße 28 (Standort)       | Bauernhaus                          | Zweigeschossiger langgestreckter Traufseitbau mit Satteldach, Segmentbogenfenstern und Eckrustizierung, um Mitte 19. Jahrhundert | D-2-73-125-13 Wikidata | BW             |

### Naffenhofen
| Lage                     | Objekt  | Beschreibung | Akten-Nr.              | Bild    |
| ------------------------ | ------- | --- | ---------------------- | ------- |
| Naffenhofen 2 (Standort) | Kapelle | Kleiner Satteldachbau mit halbrunder Apsis und Dachreiter, Putzstreifengliederungen und Okuli im Giebel, bezeichnet mit „1832“ | D-2-73-125-14 Wikidata | Kapelle |

## Ehemalige Baudenkmäler
In diesem Abschnitt sind Objekte aufgeführt, die früher einmal in der Denkmalliste eingetragen waren, jetzt aber nicht mehr. Objekte, die in anderem Zusammenhang also z. B. als Teil eines Baudenkmals weiter eingetragen sind, sollen hier nicht aufgeführt werden. Aktennummern in diesem Abschnitt sind ehemalige, jetzt nicht mehr gültige Aktennummern.

| Lage                                 | Objekt     | Beschreibung                                                                                               | Akten-Nr.              | Bild       |
| ------------------------------------ | ---------- | --- | ---------------------- | ---------- |
| Naffenhofen Naffenhofen 3 (Standort) | Bauernhaus | Eingeschossiger Satteldachbau, hofseitig mit Greddach, Zwerchhäuser zu beiden Traufseiten, 18. Jahrhundert | D-2-73-125-15 Wikidata | Bauernhaus |